# IButton

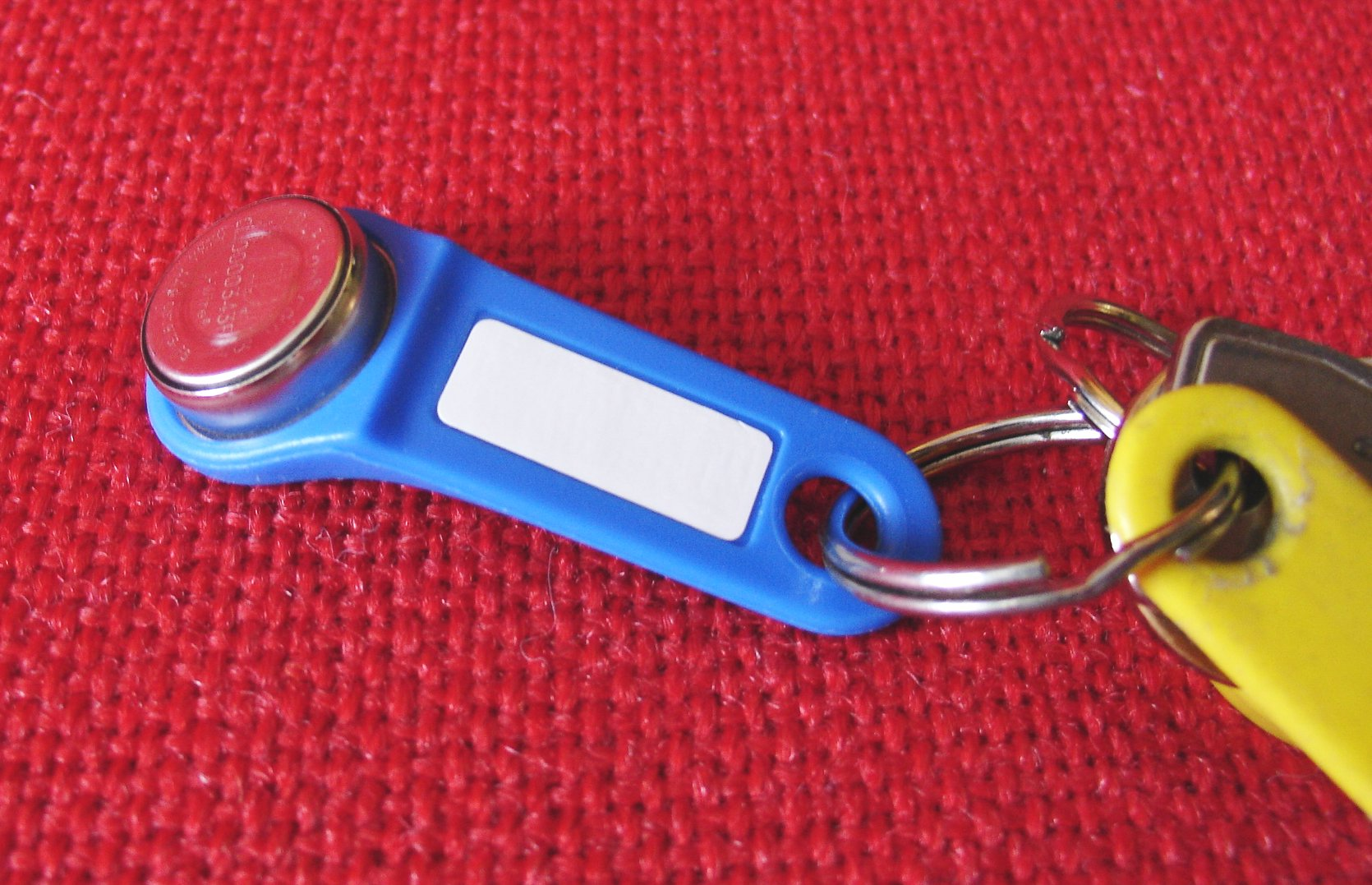
iButton

iButton ist ein Markenname von Dallas Semiconductor bzw. seit 2001 Maxim Integrated und seit 2021 Analog Devices. Ein iButton ist ein Integrierter Schaltkreis mit einer Eindrahttechnik-Schnittstelle.
Die Gehäuse (Microcan F5 (17,35 × 5,89 mm) und das etwas seltenere flache Microcan F3 (17,35 × 3,1 mm)) bestehen aus 0,254 mm dickem Edelstahlblech und ähneln einer Knopfzelle mit 16 mm Durchmesser.
Es gibt verschiedene Typen, welche ROM, NVRAM, EPROM, EEPROM, RTC, Mikrocontroller, verschiedene Sensoren oder Protokollspeicher z. B. für Temperatur oder Luftfeuchtigkeit enthalten können. Die Gehäuse lassen sich in verschiedene Halterungen einbauen, z. B. in Schlüsselanhänger, Armbänder oder Transportbehälter.
Allen gemeinsam ist die weltweit einmalige 64-bit-Seriennummer (bestehend aus 8-Bit Family-Code, 48-Bit Nummer (Unique-Device-ID) und 8-Bit Zyklische-Redundanzprüfungs-Prüfsumme) und die OneWire-Schnittstelle.
Einige iButtons (DS1904 RTC, DS1921…923 Logger, DS1954-57 Java, DS1991…1996 RAMs) enthalten eine Lithium-Knopfzelle BR1220 oder BR1225.
Hersteller, Bezeichnung, Herstelldatum und die Seriennummer sind zusätzlich auf dem Edelstahlgehäuse lasergraviert, außer der Kunde wünscht eine eigene kostenpflichtige Beschriftung.
Maxim und andere Hersteller bieten eine Vielzahl von Adaptern, z. B. für die serielle Schnittstelle (DS9097) oder den USB-Anschluss (DS9490), um 1-wire-Bauteile mit Computern verbinden zu können. Um den physischen Kontakt herzustellen, gibt es eine Serie von iButton-Probes (DS140x und DS909x).
Obwohl Dallas / Maxim mit der „weltweit einmaligen Seriennummer“ und Verschlüsselungsverfahren Sicherheit vorgibt, sind die meisten iButtons nicht sicher, da ihre Funktion mit schnellen Mikrocontrollern oder FPGAs emuliert werden kann. Auf dem 27C3 wurde 2010 veröffentlicht, wie ein bisher als sicher geltender SHA-iButton kopiert werden konnte.
Manche iButton-Typen z. B. DS1922L lassen sich über Android Apps einstellen und auslesen.
| Typ                | Funktion                 | Beschreibung                                                                            |
| ------------------ | ------------------------ | --------------------------------------------------------------------------------------- |
| DS1990A, DS1990R   | iButton                  | einer weltweit einmaligen Seriennummer in einem 64-Bit-ROM                              |
| DS1991L            | Multikey iButton         | passwortgeschützter, nichtflüchtiger Speicher; wird nicht mehr produziert               |
| DS1992L            | NVRAM                    | 01 kBit                                                                                 |
| DS1993L            | NVRAM                    | 04 kBit                                                                                 |
| DS1994L            | NVRAM                    | 04 kBit, mit Echtzeituhr (RTC)                                                          |
| DS1995L            | NVRAM                    | 16 kBit                                                                                 |
| DS1996L            | NVRAM                    | 64 kBit                                                                                 |
| DS1982             | add-only EPROM           | 01 kBit                                                                                 |
| DS1985             | add-only EPROM           | 16 kBit                                                                                 |
| DS1986             | add-only EPROM           | 64 kBit                                                                                 |
| DS1971             | EEPROM                   | 256 Bit                                                                                 |
| DS1972             | EEPROM                   | 01 kBit                                                                                 |
| DS1973             | EEPROM                   | 04 kBit                                                                                 |
| DS1977             | EEPROM                   | 32 kByte                                                                                |
| DS1904             | Echtzeituhr (RTC)        |                                                                                         |
| DS1961S            | EEPROM                   | 01 kBit, mit SHA-Hash                                                                   |
| DS1963S            | NV-RAM                   | 04 kBit, mit SHA-Hash                                                                   |
| DS1954             | cryptographic iButton    | Java-powered                                                                            |
| DS1955             | cryptographic iButton    | Java-powered, (64 kB ROM, 6 kB … 134 kB NVRAM)                                          |
| DS1957             | cryptographic iButton    | Java-powered                                                                            |
| DS195x-yyy/RINGzzz | iButton                  | im Fingerring (zzz = Größenangabe des Ringdurchmessers)                                 |
| DS1920             | Temperatursensor         | 0,5000 °C Auflösung, −55 … +100 °C, (Auflösung kann erhöht werden)                      |
| DS1921G            | 2 kByte Temperaturlogger | 0,5000 °C Auflösung, −40 … +085 °C                                                      |
| DS1921H            | 2 kByte Temperaturlogger | 0,1250 °C Auflösung, +15 … +046 °C                                                      |
| DS1921Z            | 2 kByte Temperaturlogger | 0,1250 °C Auflösung, −05 … +026 °C                                                      |
| DS1922E            | 8 kByte Temperaturlogger | 0,0625 °C Auflösung, +15 … +140 °C                                                      |
| DS1922L            | 8 kByte Temperaturlogger | 0,0625 °C Auflösung, −40 … +085 °C                                                      |
| DS2422L            | 8 kByte Temperaturlogger | 0,0625 °C Auflösung, −40 … +085 °C; wird nicht mehr produziert                          |
| DS1922T            | 8 kByte Temperaturlogger | 0,0625 °C Auflösung, −00 … +125 °C                                                      |
| DS1923             | 8 kByte Datenlogger      | für Feuchtigkeit und Temperatur (0 … 100 % RH und −20 °C … +85 °C, 0,0625 °C Auflösung) |
| DS9107             | iButton capsule          | (25,4 × 16,6 mm²). Dieses Schraubdöschen hat Schutzart IP68.                            |
| DS9108             | Messstab                 | für Temperaturmessung mit 3 × DS1921G                                                   |

## Spezielle Anwendungsbeispiele
- Schlüsselersatz
- Zeiterfassung für Arbeitnehmer
- Zum Identifizieren von Angestellten in der Gastronomie an der Kasse, an Zapfanlagen.
- Fahrkarten- / Guthabenkarten-Ersatz
- Kryptographie
- Tracken der Körperkerntemperatur auch im Vaginalkanal bei Kühen, Pferden, Kamelen.
- Registrierung der menschlichen Körperkerntemperatur(z. B. in Krankenhäusern)
- Loggen der Körpertemperatur, um mit der Basaltemperatur und der symptothermalen Methode die Fruchtbarkeit der Frau zu bestimmen[4]
- langfristige Überwachung von gekühlten Waren (z. B. Lebensmittel und pharmazeutische Produkte)